# Christian Ehrenfried Püschel
Christian Ehrenfried Püschel (* 1789 in Zittau; † 3. Februar 1874 ebenda) war ein sächsischer Jurist und Kommunalpolitiker. Püschel war von 1836 bis 1843 und 1855 Mitglied der Zweiten Kammer der Sächsischen Ständevertretung. Er wurde 1857 zum Ehrenbürger von Zittau ernannt.

## Leben
Püschel besuchte von 1801 bis 1809 das Stadtgymnasium in Zittau und studierte im Anschluss Rechtswissenschaften an der Universität Leipzig. Nach erfolgreichem Abschluss wurde er 1814 Advokat in Zittau. Noch im selben Jahr ernannte man ihn zum Waisenamtsaktuar und kurze Zeit später zum Gerichtsaktuar. Als solcher erhielt Püschel 1826 eine Berufung zum Senator in den Stadtrat von Zittau. Nach der Einführung der allgemeinen Städteordnung im Königreich Sachsen wurde er 1832 zweiter Stadtrat und 1850 erster Stadtrat.
Bereits 1836 wurde Püschel als Abgeordneter des Wahlkreises 20 in die Zweite Kammer der Sächsischen Ständevertretung, den 2. Landtag, gewählt. Gleichzeitig ernannte man ihn zum zweiten Sekretär der Kammer, er gehörte somit zum Präsidium des 2. Landtages. Sein Mandat als Vertreter der Städte wurde auch für den 3. Landtag von 1839 und den 4. Landtag von 1842 bestätigt. Bei der Wahl zum 13. Landtag 1854 wurde er Stellvertreter des Abgeordneten Roitzsch, der allerdings sein Mandat nicht antrat. In einer Sitzung des Landtages am 9. Februar 1855 wurde dann Püschel als Abgeordneter in die Kammer berufen.
Anlässlich seines 25-jährigen Stadtratsjubiläums 1857 gab es den Vorschlag, Püschel die Ehrenbürgerwürde der Stadt Zittau zu verleihen. Als Begründung wurde angeführt:

„daß Herr Stadtrath Püschel noch in diesem Monat und von Einführung der Städteordnung an gerechnet, fünfundzwanzig Jahr als Stadtrath im Amte ist, wobei an seine auch vorherige langjährige Thätigkeit in städtischen Aemtern und als Mitglied des Rathes und seiner großen Verdienste um die Stadt erinnert wird.“

Die Ernennung zum Ehrenbürger erfolgte am 15. Juli 1857. Die Juristische Fakultät der Universität Leipzig verlieh ihm 1864 zu seinem 50. Dienstjubiläum als Advokat die Ehrendoktorwürde zum Dr. j. u. Ein Jahr später erhielt Püschel für seine Verdienste von König Johann von Sachsen das Ritterkreuz des Zivilverdienstordens. Er wurde 1865 pensioniert. Auch im Ruhestand gehörte er noch der Schulkommission seines ehemaligen Gymnasiums in Zittau an.
Christian Ehrenfried Püschel starb am 3. Februar 1874 in seiner Geburtsstadt Zittau.